# Interconnexion électrique France-Espagne golfe de Gascogne
L'interconnexion électrique France-Espagne connue sous le nom de projet INELFE Golfe de Gascogne (acronyme pour INterconnexion ELectrique France-Espagne) est une ligne à courant continu à haute tension reliant le poste électrique de Cubnezais en France à celui de Gatika en Espagne. Elle utilise la technologie VSC multi-niveaux, c'est-à-dire en source de tension. La liaison est réalisée à l'aide de deux câbles électriques en parallèle, d'une longueur d'environ 390 km. Son tracé alternera un passage en souterrain puis en sous-marin, un retour en souterrain (pour contourner le gouf de Capbreton) puis en sous-marin et se terminera en souterrain,.
Sa puissance est au total de 2 GW. Les opérateurs de la ligne sont les gestionnaires de réseaux français et espagnol RTE et RE. Son budget total est estimé à 3,1 milliards d'euros. Sa construction est soutenue et financée en partie par l'Union européenne.

## Historique

### Contexte
À la genèse du projet, la nouvelle interconnexion vise à faire passer des câbles sous-marins entre la France et l'Espagne pour accroître les échanges à hauteur de 2 200 mégawatts à l'horizon 2023, pour un coût évalué entre 1,6 et 2 milliards d'euros.

### Décisions politiques et concertations publiques
En 2016, la Commission de régulation de l’énergie (CRE) a jugé « totalement prématuré » ce projet soutenu par l'Union européenne : selon la CRE, la France est bien interconnectée avec ses voisins et il n'y a aucune visibilité de la faisabilité technique de l'opération, très complexe car la ligne devra passer par une fosse sous-marine ; selon la CRE, « il y a un emballement de la Commission européenne, avant même d'avoir un rapport coût-efficacité du projet ». Le projet a depuis lors été modifié afin de contourner la fosse de Capbreton.
En 2017, la France et l'Espagne se sont mises d'accord sur la répartition des coûts du projet et la Commission européenne a accordé une subvention de 578 M€.
Le 14 septembre 2021, RTE annonce que le ministère de la Transition écologique a validé, après trois ans de concertation avec les élus et les citoyens, le tracé de la future ligne électrique entre les postes de transformation de Cubnezais (près de Bordeaux) et de Gatika (près de Bilbao), soit environ 400 km de long, dont 300 sous la mer. RTE vise désormais une mise en service en 2027. Ce projet de 1,75 milliard €, soutenu par l'Union européenne, doublera la capacité d'échanges d'électricité entre les deux pays pour les porter à 5 000 MW,.
Le 14 août 2024, la justice, après une action en référé pénal environnemental pour cinq délits environnementaux, suspend pour quatre mois les études pré-travaux, notamment afin d'empêcher tout dommage aux cétacés du golfe de Gascogne.

## Critiques
Le projet est critiqué dans plusieurs communes traversées dans les Landes, notamment par le collectif citoyen StopTHT40,,,,,.